# Dayana Amigo
Dayana Andrea Amigo Jardua (Santiago, 13 de noviembre de 1981) es una actriz chilena. Se hizo conocida por su papel de Titi Larraín en la serie de Mega Casado con hijos.

## Biografía
Dayana Amigo estudió en el Colegio San Agustín y egresó de la carrera de comunicación escénica en la UNIACC.
Su carrera profesional comenzó actuando en el programa Pasiones donde protagonizó más de doscientos casos de la vida real y en las recreaciones del mismo estilo en el programa de Carlos Pinto El día menos pensado de TVN.
El salto lo dio en Mega, donde interpretó a Titi Larraín en Casado con hijos, adaptación chilena de Married with children. Debido al éxito, la serie grabó cuatro temporadas y junto a Javiera Contador y Fernando Godoy protagonizaron un spot para la tienda Ripley.
Una vez terminadas las cuatro temporadas de la sitcom, actuó en la película Mansacue y fue contratada por Chilevisión para integrar el elenco de las teleseries Mala conducta y Sin anestesia.
En 2010 volvió a Mega con la serie de época Adiós al séptimo de línea y la sitcom La colonia, que buscó revivir el éxito de Casado con hijos. En 2015, se une a la telenovela Eres mi tesoro, donde da vida a Susana Pizarro. En 2016, se une a Pobre gallo donde interpreta a Jacqueline.
En 2019, obtiene su primer papel protagónico en cine en la cinta No quiero ser tu hermano escrita y producida por Sebastián Badilla , con quien ya había colaborado en roles secundarios en las películas Mamá ya crecí y Maldito amor. La película fue un éxito de taquilla y se convirtió en la película de comedia chilena más vista en cines en 2019.[cita requerida] Luego de eso el director Diego Rougier la llama para ser parte del elenco protagónico de la película Desconectados para Amazon Prime Video, el cual fue su segundo protagónico en una película. 

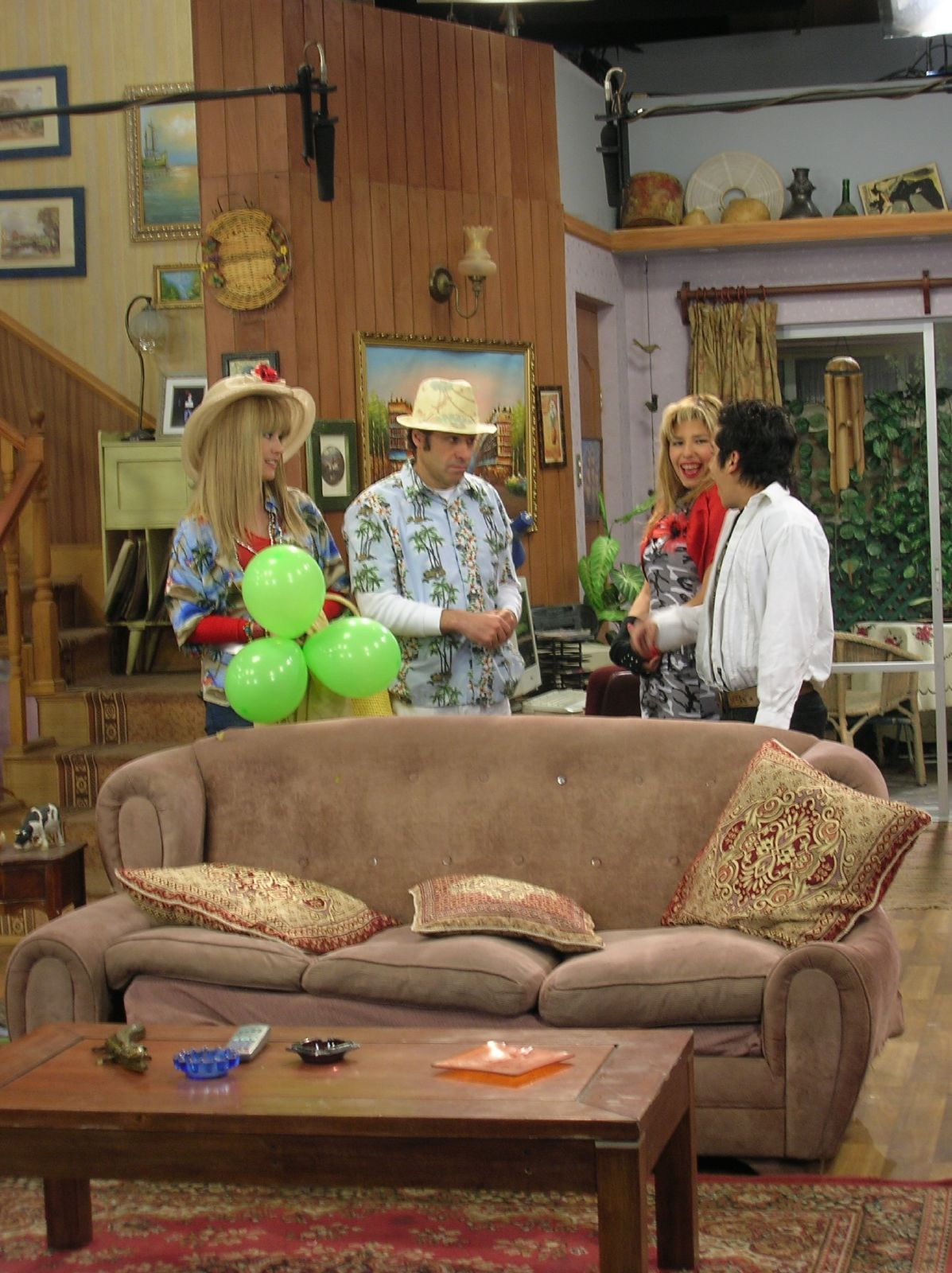
Amigo (entre Fernando Larraín y Fernando Godoy) durante la filmación de Casado con Hijos.

## Filmografía

### Cine
| Cine | Cine                            | Cine          | Cine |
| Año  | Película                        | Rol           |      |
| ---- | ------------------------------- | ------------- | ---- |
| 2008 | Mansacue                        | Teresa        |      |
| 2012 | Aftershock                      | Carmen        |      |
| 2014 | Mamá ya crecí                   | María Ignacia |      |
| 2015 | Maldito Amor                    | TBA           |      |
| 2015 | Alma                            | Marcela       |      |
| 2017 | Se busca novio... para mi mujer |               |      |
| 2018 | El despertar de Camila          |               |      |
| 2019 | No quiero ser tu hermano        | Constanza     |      |
| 2022 | Desconectados                   | Ángela        |      |

### Telenovelas
| Año       | Título                  | Papel              | Canal |
| --------- | ----------------------- | ------------------ | ----- |
| 2005      | Amor en tiempo récord   | Camila Pérez       | TVN   |
| 2006      | Cómplices               | -                  | TVN   |
| 2008      | Mala conducta           | Lucero Gallardo    | CHV   |
| 2009      | Sin anestesia           | Brenda Quiñones    | CHV   |
| 2015      | Eres mi tesoro          | Susana Pizarro     | Mega  |
| 2016      | Pobre gallo             | Jacqueline Galindo | Mega  |
| 2017      | Tranquilo papá          | Soledad Aldunate   | Mega  |
| 2018–2019 | Isla paraíso            | Angelina Salazar   | Mega  |
| 2021      | Edificio corona         | Carolina Olmedo    | Mega  |
| 2021–2022 | Amar profundo           | Gemma Lara         | Mega  |
| 2022      | La ley de Baltazar      | Carmen Muñoz       | Mega  |
| 2023      | Juego de ilusiones      | Alana Rumián       | Mega  |
| 2024–2025 | Nuevo amores de mercado | Topacio Peralta    | Mega  |

### Series y unitarios
| Series           | Series                    | Series                              | Series |
| Año              | Serie                     | Rol                                 | Canal  |
| ---------------- | ------------------------- | ----------------------------------- | ------ |
| 2004             | JPT: Justicia Para Todos  | Marcela / Ana Larraín               | TVN    |
| 2004             | Heredia & Asociados       | Nicole Castillo                     | TVN    |
| 2005             | El día menos pensado      | Luciana                             | TVN    |
| 2006             | La vida es una lotería    | Rosita Núñez                        | TVN    |
| 2006-2008, 2023- | Casado con hijos          | María Fernanda "Titi" Larrain Gómez | Mega   |
| 2010             | Adiós al Séptimo de línea | Clementina Cobo                     | Mega   |
| 2010             | La Colonia                | Juana del Río Amunátegui            | Mega   |
| 2012             | Cobre                     | Antonia Iribarren                   | Mega   |

## Programas de televisión
- Pasiones (TVN, 2004) - Varios personajes
- Fruto prohibido (TVN, 2011) - Invitada
- Zona de Estrellas (Zona Latina, 2012) - Invitada
- Desfachatados (Mega, 2012) - Varios personajes
- Mujeres primero (La Red, 2013) - Invitada
- Más vale tarde (Mega, 2014) - Invitada

## Teatro
- ¿Cuál es tu log? (2007)
- El hijo de la peluquera (2010)
- La familia ante todo (2010)
- Acassuso (2009)
- La cenicienta (2012)
- Paul & John (2013)

## Vídeos musicales
| Año  | Título         | Artista          | Dirección                         |
| ---- | -------------- | ---------------- | --------------------------------- |
| 2003 | Ya no es igual | Leandro Martínez |                                   |
| 2006 | Creer          | Golem            | Juan Manuel Aburto & Matías Tapia |
| 2025 | Cómo Sería     | La Combo Tortuga | Manuel Ramírez                    |

## Premios y Nominaciones
| Año  | Premio     | Categoría          | Resultado |
| ---- | ---------- | ------------------ | --------- |
| 2007 | BKN Awards | Actriz Joven + BKN | Ganadora  |